# Phongsi Woranut

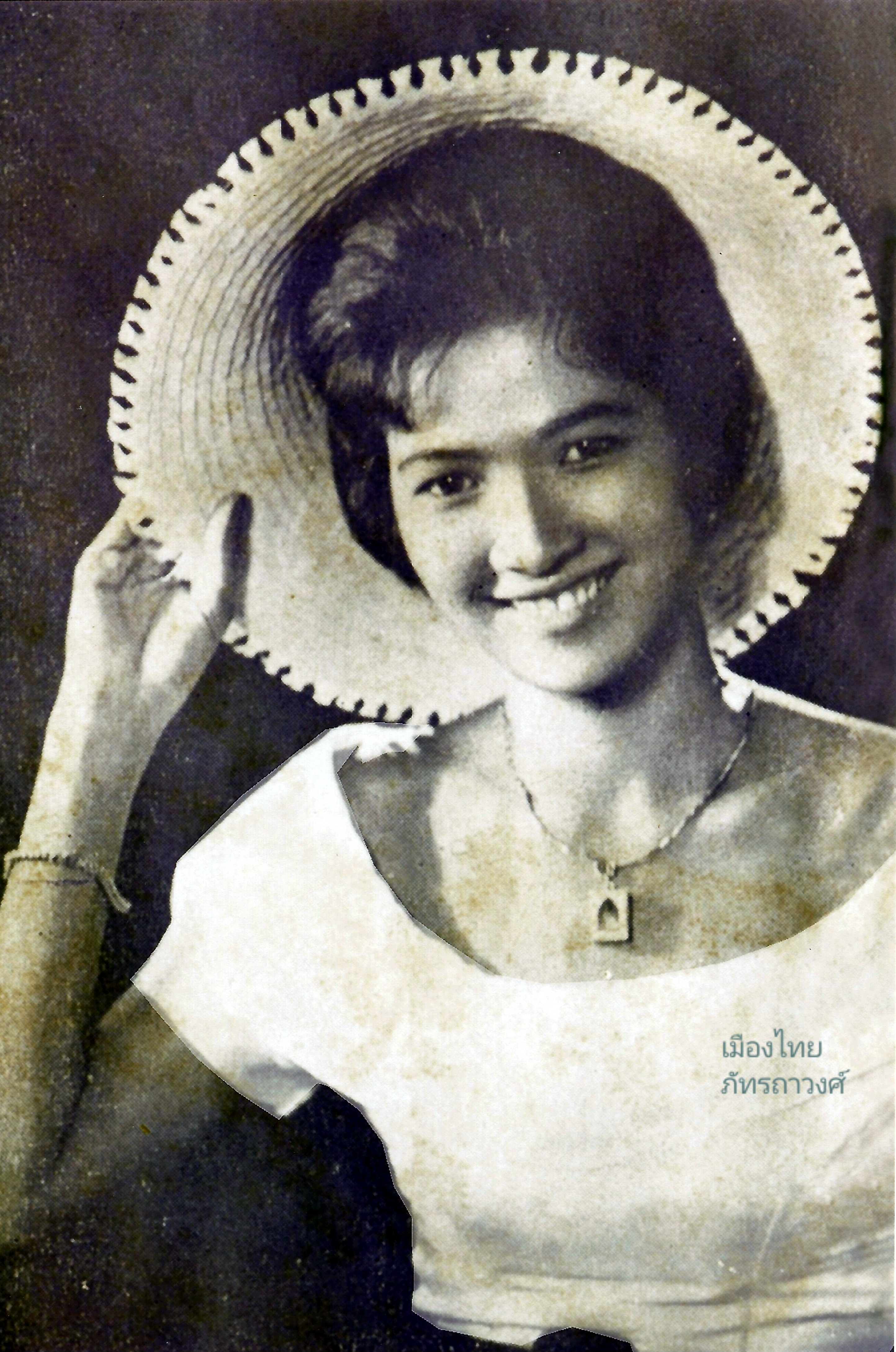
Woranut circa 1960.

Phongsi Woranut (Thai: ผ่องศรี วรนุช, RTGS: Phongsi Woranut) (Chainat, 5 juni 1939 – Bangkok, 6 april 2025) was een Thaise zangeres die een ster werd in de jaren 50 in het orkest van Suraphon Sombatjalern. 
Ze beoefende Phleng luk thung ook wel bekend als Thaise country muziek. Woranut combineerde verschillende stijlen, waaronder: Oost-Aziatische, Latijns-Amerikaanse, Amerikaanse country en filmmuziek. Samen met Suraphol Sombatcharoen wordt ze gezien als de belangrijkste in het Phleng luk thung genre. Woranut wordt vaak de "koningin van de luk thung" genoemd. Woranut verscheen in verscheidene Thaise films.
In het jaar 1992 werd ze beloond met de titel van Sinlapin Haeng Chat (Nationale Thaise kunstenaar). Hiermee is ze de tweede Phleng luk thung artiest die deze titel kreeg.
Woranut overleed op 6 april 2025 op 85-jarige leeftijd.

## Onderscheidingen
2013 -  Commandeur in de Orde van Diredgunabhorn
- MusicBrainz: 993ee423-2dc5-4564-9e38-f0a4afaee6cf